# 黑色叛逆摩托車俱樂部
黑色叛逆摩托車俱樂部（英語：Black Rebel Motorcycle Club，簡寫BRMC）是來自加州舊金山的美國樂團，現以洛杉磯為活動基地。樂隊的曲風大略為以下走向：垃圾搖滾、藍調、民謠復興、新迷幻搖滾以及具宗教氣息的歌詞，深受布萊恩·瓊斯鎮大屠殺、滾石合唱團、約翰·藍儂、地下絲絨以及耶穌和瑪莉之鑰等影響。

## 樂隊歷史

### 組成初期 (1998-2003)
黑色叛逆摩托車俱樂部成立於1998年，名稱取自馬龍·白蘭度1953年主演的電影《飛車黨》（The Wild One）之中的車隊名稱。

### 狼嘯傳說時期 (2004–2006)
在 2004 年的V音樂節，海斯被要求在勃起的陰莖上簽名。同年，在處理與唱片公司的糾紛後，樂隊與維京唱片解除合約。

## 流行文化
某些黑色叛逆摩托車俱樂部的歌曲被電視、電影與遊戲所沿用，下列為值得注意的合作：
- Done All Wrong 為暮光之城:新月原聲帶之特別收錄。
- Whatever Happened To My Rock and Roll 與 Love Burns 在導演麥可·溫特波頓的作品《九歌》中被表演。
- Shuffle Your Feet 為影集殺戮世代主題曲，此歌曲也同樣出現在影集噬血真愛中。
- "Beat the Devil's Tattoo"出现在《地狱男爵》中。
- "Beat the Devil's Tattoo"出现在《戰地風雲五》– 太平洋戰爭官方預告片中。

## 樂隊成員
- 彼得·海斯（Peter Hayes）
- 羅伯特·雷文·賓（Robert Levon Been）
- 莉婭·夏皮羅（Leah Shapiro）

### 已離團成員
- Nick Jago – 鼓手、打擊手 (1998–2004, 2005–2008)
- Peter Salisbury – 鼓手、打擊手 (2002)
- Michael "Spike" Keating – Howl之巡演助理、貝斯手、吉他手 (2005–2007)

## 音樂作品

### 錄音室專輯
- 《同名專輯》（B.R.M.C.，2001年）
- 《自食其果》（Take Them On, On Your Own，2003年）
- 《狼嘯傳說》（Howl，2005年）
- 《Baby 81》（2007年）
- 《The Effect of 333》（2008年）
- 《敲敲》（Beat The Devil's Tattoo，2010年）
- 《Specter at the Feast》（Specter at the Feast，2013年）
- 《Wrong Creatures》（Wrong Creatures，2018年）

## 外部連結
- 官方网站
- 黑色叛逆摩托車俱樂部的MySpace主頁